# William Miller (predicador)
William Miller (1782-1849) fue un predicador laico bautista, militar, campesino y jefe cívico local en Low Hampton, en el este de Nueva York. Estudiante de la historia y la profecía bíblica, a partir de sus estudios comenzó a predicar en 1834 el inminente segundo advenimiento de Cristo.
Es considerado como el fundador del  Movimiento millerita y del Movimiento Adventista, de los años 1830 y 1840 en Norteamérica. Entre sus descendientes espirituales directos existen varias denominaciones, incluyendo la Iglesia Adventista del Séptimo Día y la Iglesia de Dios (Séptimo día). Movimientos posteriores se fundaron con la inspiración directa del énfasis de Miller en la profecía bíblica, incluyendo el Movimiento de Estudiantes de la Biblia (Testigos de Jehová).

## Primeros años
William Miller nació el 15 de febrero de 1782 en Pittsfield, Massachusetts. A la edad de 4 años, su familia se mudó a Hampton (Nueva York). Fue educado en casa por su madre, hasta los 9 años de edad, cuando ingresó en la recientemente establecida Escuela del Distrito de Poultney del Este. Se desconoce si Miller cursó alguna educación formal después de los 18 años; a pesar de ello, continuó leyendo vorazmente. En su juventud es sabido que tuvo acceso a las bibliotecas privadas del Juez James Witherell, del Congresista Matthew Lyon en la cercana Fairhaven (Vermont) y de Alexander Cruikshanks de Whitehall (Nueva York).
En 1803, Miller contrajo matrimonio con Lucy Smith y se mudaron al pueblo de su esposa, cercano a Poultney (Vermont), donde se convirtió en granjero. Mientras Miller era electo como miembro de la Oficina Civil de Poultney, comenzó con el oficio de Guardia. En 1809 fue elegido para el puesto de Sheriff Diputado y en una fecha desconocida fue elegido como juez de paz. Miller sirvió en la milicia de Vermont y fue comisionado como teniente el 21 de julio de 1810. Por estas fechas se convierte en un hombre relativamente acaudalado, poseyendo una casa, tierras y por lo menos dos caballos.
Poco después de su cambio a Poultney, Miller rechaza sus creencias bautistas y se convierte en teísta. En su biografía, Miller reseña su conversión: "Me hice conocido de los principales hombres en esa aldea [ Poultney (Vermont) ], que eran abiertamente deístas; pero eran buenos ciudadanos y de una conducta y moral serias. Ellos pusieron en mis manos los trabajos de Voltaire, Hume, Paine, Ethan Allen y otros escritores deístas".

## Creencias masónicas
Miller fue también un activo francmasón: "Fue aquí [Poultney, Vermont] donde el Sr. Miller se convirtió en miembro de la fraternidad masónica, en la cual su perseverancia, sin nada más, se manifestó; avanzó al grado más alto que las logias en el condado, o en la región, podían conferir." Poco sabemos de los lazos masónicos de Miller, aparte de los registrados por su biógrafo Sylvester Bliss. La mayoría de los autores subsecuentes omite este hecho o no hacen comentario alguno. Whitney R. Cross especifica que Miller era un masón del Arco Real pero no da más detalles o fuentes. H. Y. Smith y W. S. Rann, editores del libro de 1886 Historia del Condado Rutland Vermont con Ilustraciones y Bosquejos Biográficos de algunos de sus Prominentes Hombres y Pioneros muestra al "Rev. William Miller" como uno de los cincuenta y un individuos listados por el Sr. Clarke como "los que han sido prominentes en el Orden de este condado (Rutland)." Miller (listado como el Cap. Miller) es nombrado posteriormente como uno de los primeros Maestros de la Logia Estrella de la Mañana, N.º 27. Se dice de esta logia que fue "organizada en Poultney anteriormente a 1800, pero la fecha exacta no es conocida." En una carta escrita a su amigo Truman Hendryx, fechada el 17 de noviembre de 1832, Miller se regocija cuando la Antimasonería muere en su localidad. Las declaraciones de Miller referentes a la Antimasonería se fechan bien después de su conversión en 1816, y parecen indicar que Miller no veía contradicciones entre su religiosidad bautista y sus creencias masónicas. No parece probable que Miller fuese masón activo mientras seguía su permiso como ministro de la Iglesia Bautista de Low Hampton el 12 de septiembre de 1833; la logia de Poultney -y la mayoría de las otras logias- cerró en 1832 durante el tiempo del fervor Anti-Masón. Aunado a esto, Miller regresó a Low Hampton en 1815. Sin embargo, como se mostró previamente, la evidencia sugiere que él por lo menos, mantuvo su simpatía por el movimiento , hasta 1834, y posiblemente después.

## Servicio militar
Al comienzo de la guerra anglo-estadounidense de 1812, Miller reunió una compañía local de hombres y viajaron a Burlington, Vermont. Fue transferido al Trigésimo Regimiento de Infantería en el Ejército Regular de los Estados Unidos con el rango de Teniente. Miller pasó la mayor parte de la guerra trabajando como reclutador y el 1 de febrero de 1814 fue promovido a Capitán. Vio por primera vez acción en la batalla de Plattsburgh, donde las fuerzas americanas sumamente superadas en número vencieron a su contraparte británica. Miller llegó a ver el resultado de esta batalla como milagroso y por lo tanto, en desacuerdo con su opinión deísta de un dios distante, alejado de los asuntos humanos. Escribió posteriormente, "Me pareció que un Ser Supremo debió haber observado los intereses de esta nación en una forma especial, y nos liberó de las manos de nuestros enemigos... un resultado sumamente sorprendente, contra tales probabilidades, me pareció el trabajo de una fuerza más poderosa que el hombre mismo".

## Visión religiosa

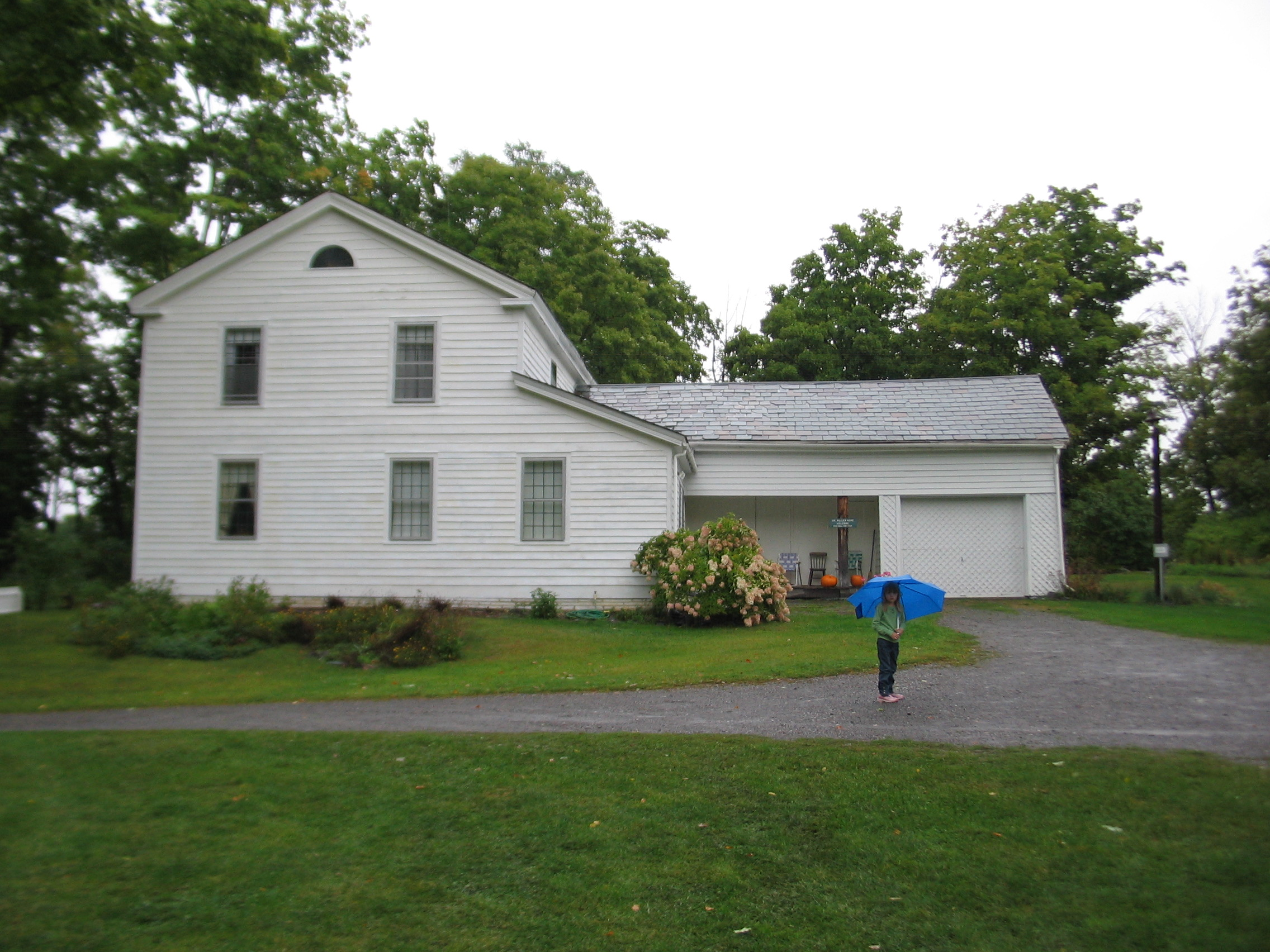
Casa de Miller en N.Y.

Después de la guerra, y siguiendo a su liberación del ejército el 18 de junio de 1815, Miller regresó a Poultney. Sin embargo, poco después de su retorno, se mudó con su familia de regreso a Low Hampton, en donde compraron una granja (ahora un sitio histórico poseído y administrado por El Ministerio de la Herencia del Adventista). A través de este período, Miller estuvo profundamente preocupado por la pregunta de la muerte y la vida después de la muerte. Esta reflexión sobre su propia mortalidad siguió a las recientes muertes de su padre y su hermana; y su experiencia como soldado en la guerra. Miller aparentemente sentía que solo había dos opciones posibles después de la muerte: la aniquilación o la rendición de cuentas; con ninguna de las dos se sentía cómodo. 
Pronto después de su retorno a Low Hampton, Miller tomó medidas tentativas hacia la recuperación de su fe Bautista. Al principio procuró combinar ambas, exponer públicamente su Deísmo mientras que simultáneamente asistía a la iglesia Bautista local. Su asistencia se tornó en participación cuando le pidieron leer el sermón del día durante una de las frecuentes ausencias del ministro local. Su participación se convirtió en comisión un domingo, cuando estaba leyendo un sermón sobre los deberes de los padres y fue elogiado con emoción. Miller registró la experiencia: "Repentinamente el carácter de un salvador fue vívidamente grabado en mi mente. Parecía que podía haber un Ser tan bueno y compasivo como para sacrificarse a sí mismo por nuestras faltas, y de tal modo salvarnos de sufrir la pena del pecado. Inmediatamente sentí cuan amoroso semejante "Ser" debería ser; e imaginé que yo podría arrojarme a los brazos de Él, y confiar en la misericordia de Él, un Ser tan Único".
Después de su conversión, Miller fue pronto confrontado por sus amigos deistas para justificar su renovada fe. Él lo hizo examinando la biblia detalladamente, declarando a uno de sus amigos: "Si me diera tiempo, yo armonizaría todas las contradicciones aparentes para mi satisfacción, o seré aún un deista." Miller comenzó con Génesis 1:1, estudiando cada verso y sin avanzar hasta que sentía que el significado estaba claro. De esta forma se convenció primeramente, que el Postmilenarismo no era bíblico; y en segunda, que la Segunda Venida de Cristo estaba revelada en la Profecía de la biblia.
Basando su creencia principalmente en Daniel 8:14: "Hasta dos mil trescientas tardes y mañanas; luego el santuario será purificado", y usando un principio interpretativo conocido como el "Principio de día-año"; Miller concluyó que la purificación del santuario (Templo de Jerusalén) representaba la purificación de la tierra por fuego en la Segunda Venida de Cristo. Para Miller y otros usuarios de este principio, un día en la profecía debería ser leída como un periodo de un año (365 días). Además, Miller estaba convencido de que el período de 2300 días había comenzado en 457 a. C. con el Decreto para reconstruir Jerusalén de Artajerjes I de Persia. Cálculos simples revelaron que este período terminaba en el año 1843 y por lo tanto, en esa fecha, ocurriría el regreso de Cristo. Miller escribió: "Llegué entonces a la solemne conclusión, que en cerca de veinticinco años a partir de esa fecha [1818], todos los asuntos de nuestro estado actual, se colapsarían".
Aunque Miller estaba convencido de sus cálculos en 1818, continuó con sus estudios en privado hasta 1823 para asegurarse de la autenticidad de sus interpretaciones. En septiembre de 1822, Miller plasmó formalmente sus conclusiones en un documento de 20 puntos, incluido el artículo 15: "Yo creo que la segunda venida de Jesucristo está cerca, casi en puerta, aún dentro de veinte años, o antes de 1843". Sin embargo, Miller continuó sin leerlo públicamente hasta el primer domingo de agosto de 1831 en el pueblo de Dresden.
En 1832 entregó una serie de dieciséis artículos al Vermont Telegraph, una publicación bautista. El primero de estos fue publicado el 15 de mayo, a lo que Miller comenta sobre la respuesta del público: "Comencé a ser inundado con cartas preguntándome sobre mis opiniones, y visitantes se reunieron conmigo para conversar del tema". En 1834, incapaz de cumplir con muchas de las peticiones urgentes y con invitaciones para viajar y predicar que había recibido, Miller publica una sinopsis de sus enseñanzas en un escrito de 64 páginas con el título de: Evidencia de las Escrituras y la Historia sobre la Segunda Venida de Cristo, cerca del año 1843: Exhibido en un Curso de Conferencias (Evidence from Scripture and History of the Second Coming of Christ, about the Year 1843: Exhibited in a Course of Lectures).

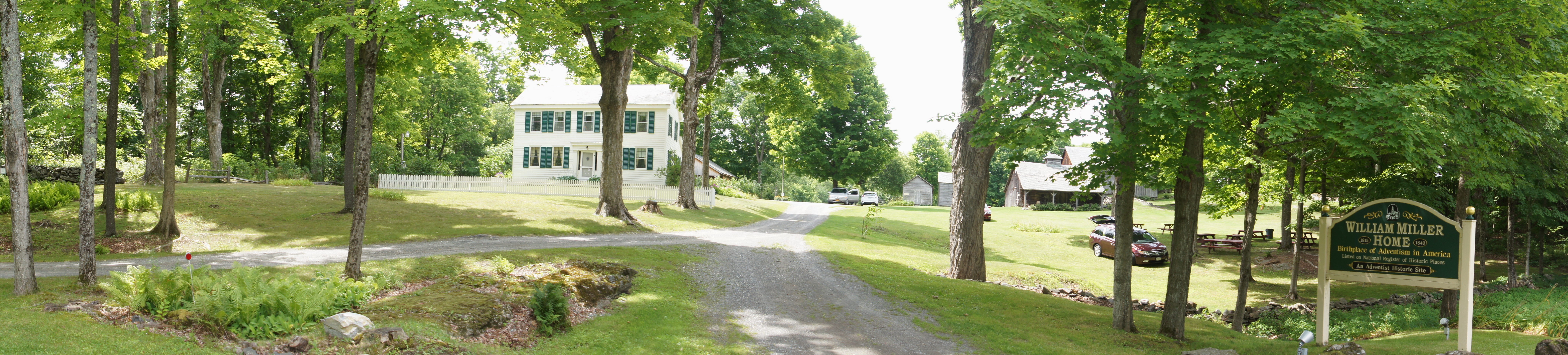
La casa de William Miller es un Monumento Histórico Nacional registrado y se conserva como un museo. El sitio no está lejos de la frontera entre Nueva York y Vermont.

## Millerismo

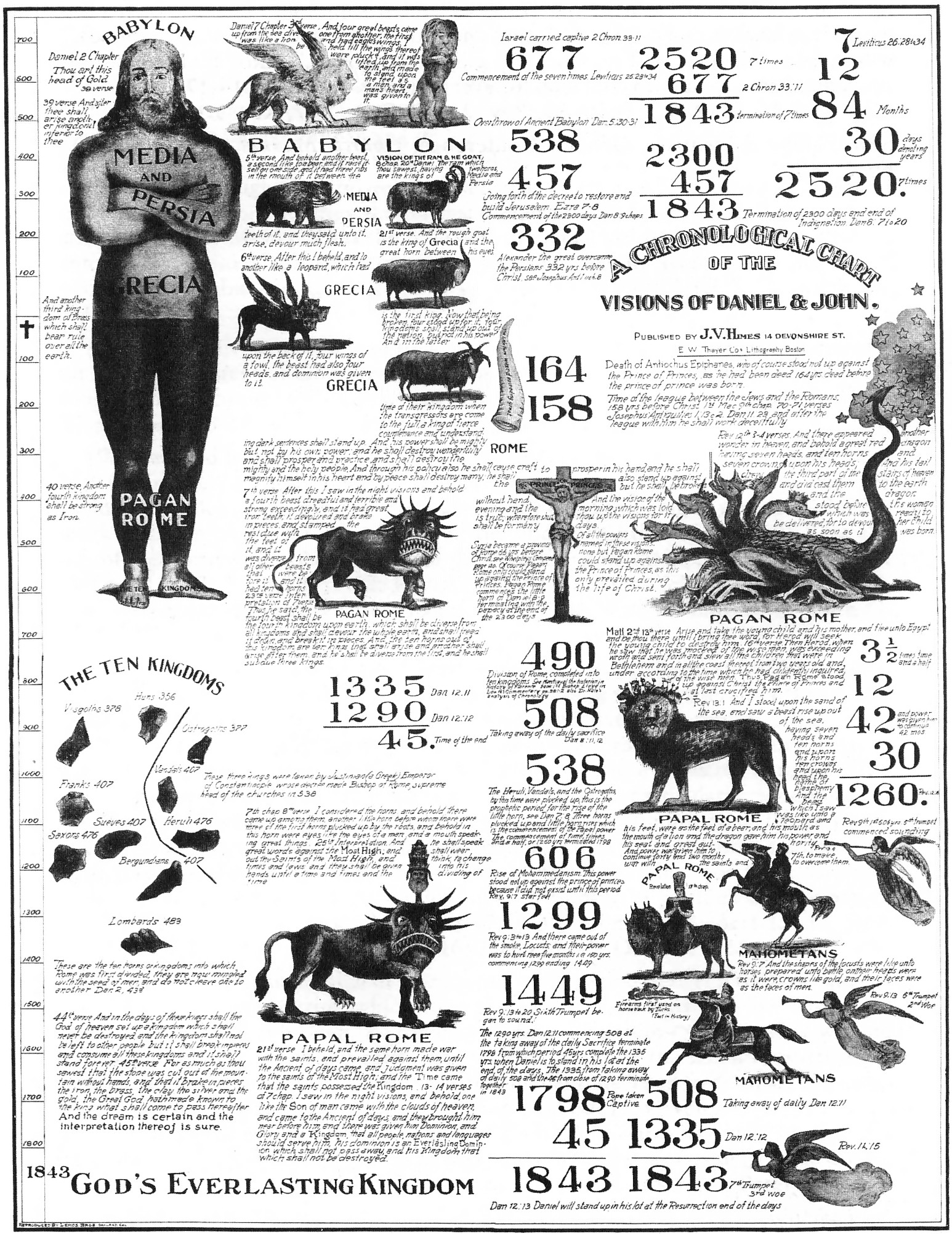
Cartel profético millerita sobre las profecías de Daniel y Revelaciones del año 1843.

Desde 1840 en adelante, el Millerismo se transformó de un "movimiento regional oscuro, a una campaña nacional". La figura clave en esta transformación fue Joshua Vaughan Himes, pastor de la capilla de la calle Chardon en Boston y un experimentado editor. A pesar de que Himes no aceptó completamente las ideas de Miller hasta 1842, estableció el periódico quincenal Señales de los tiempos el 28 de febrero de 1840, para publicarlas.
A pesar de la urgencia de sus partidarios, Miller nunca fijó una fecha exacta para la Segunda Venida. Sin embargo, en respuesta a sus peticiones, redujo el período a algún día dentro del calendario Hebreo comenzando en el año gregoriano de 1843, registrando: "Mis principios en breve, son, que Jesucristo vendrá otra vez a esta tierra, limpiará, purificará, y tomará posesión del mismo, con todos los santos, en algún momento entre el 21 de marzo de 1843 y el 21 de marzo de 1844.
El 21 de marzo de 1844 pasó sin incidentes, algunas discusiones y estudios posteriores resultaron en la pronta adopción de una nueva fecha: 18 de abril de 1844, basado en la interpretación caraísta del Calendario hebreo (opuesta al calendario rabínico). Como en la fecha pasada, el 18 de abril pasó sin el retorno de Cristo. Miller respondió públicamente, escribiendo: "Confieso mi error y reconozco mi decepción; pero aún creo que el día del Señor está cerca, casi a la puerta".
En agosto de 1844 en un campamento de reunión en Exeter, Nuevo Hampshire, Samuel S. Snow presentó un mensaje que llegó a ser conocido como el mensaje de los siete meses o el verdadero grito de medianoche. En una discusión basada en tipología escritural, Snow presentó su conclusión (aún basada en la profecía de los 2300 días de Daniel 8:14), que Cristo regresaría el décimo día del séptimo mes del presente año 1844. Otra vez usando el calendario de los judíos caraístas, el día fue determinado como el 22 de octubre de 1844.

## El Gran Chasco
El 22 de octubre y el amanecer del 23 de octubre, se convirtieron en la gran decepción de los milleritas. Hiram Edson registró que "Nuestras más profundas esperanzas y expectativas fueron destrozadas, y un espíritu de angustia vino sobre nosotros como nunca antes había experimentado... lloramos y lloramos hasta el atardecer." Después del Gran Chasco muchos milleritas simplemente renunciaron a sus creencias. Algunos no lo hicieron y proliferaron puntos de vista y explicaciones. Miller inicialmente parecía creer que la Segunda Venida de Cristo aún iba a tener lugar, que "el año de expectativa estaba de acuerdo a la profecía; pero... que debía de haber algún error en la cronología de la Biblia, que provenía de algún error humano, que podría haber desechado alguna fecha y que esto de alguna forma contará para la discrepancia." Miller nunca renunció a su creencia en la Segunda Venida de Cristo. Murió el 20 de diciembre de 1849, aún convencido de que la Segunda Venida era inminente. Miller fue enterrado cerca de su casa en Low Hampton, Nueva York. Su casa está registrada como Lugar Histórico Nacional de los Estados Unidos y es preservada como museo: Casa de William Miller.
Después de octubre de 1844, donde ocurrió el llamado "gran chasco", el movimiento se dividió en varios grupos. Algunos volvieron a sus iglesias anteriores. Otros continuaron buscando fechas para el cumplimento de la profecía. Otros buscaron una explicación acerca del porqué Cristo no había venido, pues estaban seguros de que los cálculos de Miller eran correctos, y que la Biblia no era infalible según sus creencias. Como resultado de una nueva revisión de los cálculos proféticos de Miller, un grupo de sus seguidores llegó a la conclusión de que el error de Miller no había estado en la fecha, sino en el evento que ocurriría al finalizar la profecía. Miller y sus seguidores habían interpretado el texto de Daniel 8:14 "... y luego el santuario será purificado", y como una referencia a la purificación de la tierra en el momento de la Segunda Venida de Cristo, pero al estudiar otra vez la epístola a los Hebreos interpretaron lo siguiente desde su punto de vista: "la obra del Santuario" que Dios mandó realizar por el Sumo Sacerdote en el desierto era llevada a cabo por Cristo "en el Cielo", y por lo tanto la profecía debía referirse a la obra de Cristo en el Santuario celestial y no a la purificación de la tierra. En el santuario del desierto, una vez al año el sacerdote entraba en el Lugar Santísimo para purificar el santuario terrenal con la sangre del cordero sacrificado. Asimismo Cristo debía entrar en el Lugar Santísimo del Cielo. Al estudiar la obra y la construcción del santuario terrenal se pudo encontrar que este había sido mostrado a Moisés en visión en el monte (Éx 25:40; 26:30 y 27:8); por tanto, si tenía el mismo modelo que el Santuario celestial, Cristo estaba pasando al Lugar Santísimo del Cielo, y estaba llevando a cabo el Juicio que realizaba el sumo sacerdote. Lo que según este grupo, lo que ocurrió en 1844 era el comienzo del juicio, y no la Segunda Venida, ya que nadie sabe el día y la hora del regreso de Jesús (Mateo 24:36) según las escrituras sagradas del cristianismo. De este grupo que reinterpretó los eventos del periodo de decepción surgió lo que hoy es la Iglesia Adventista del Séptimo Día, liderados por Ellen G. White, otro grupo que permaneció alejado de la autoridad de la pareja White y del reconocimiento sobre su don profético fundó la Iglesia de Dios (Séptimo Día) con Gilbert Cranmer entre sus fundadores.
Miller mantuvo su fe hasta el final, y poco antes de su muerte, escribió: 

"Nosotros esperábamos el regreso personal de Jesús en este tiempo, y ahora sostener que no nos equivocamos sería deshonesto. A nosotros nunca nos debería avergonzar el confesar francamente todos nuestros errores. No tengo ninguna confianza en ninguna de las nuevas teorías que han surgido de nuestro movimiento, llámese que Cristo viene como el Novio, que la puerta de la misericordia se ha cerrado, que no hay salvación para los pecadores, que la séptima trompeta ha sonado, o que esto fue el cumplimiento de alguna profecía en algún sentido".
William Miller, History of the Second Advent Message and Mission, Doctrine and People, págs. 410-412.